# Pentapedilum kijabense
Pentapedilum kijabense är en tvåvingeart som först beskrevs av Freeman 1958.  Pentapedilum kijabense ingår i släktet Pentapedilum och familjen fjädermyggor.
Artens utbredningsområde är Kenya. Inga underarter finns listade i Catalogue of Life.